# Бамбук
Бамбу́к (Bambusa) — рід багаторічних вічнозелених рослин з родини тонконогових, який містить близько 130 видів, які ростуть переважно в тропічних та субтропічних вологих регіонах Азії.

## Опис
Окремі екземпляри сягають висоти 36 м. Стовбури порожнисті і складаються із секцій, можуть використовуватися для виготовлення меблів, човнів, внутрішнього оздоблення будинків. Молоді пагони їстівні, зі стебел роблять папір.
Майже всім бамбукам притаманне пришвидшене зростання, швидкий розвиток. Адже бамбуки продовжують рости й після заходу сонця. Полюбляють вологі і добре дреновані землі. Раз на 40 чи 120 років (залежно від виду) бамбук цвіте, дає насіння й масово гине.
В Азії бамбуки мають велику життєздатність і протидію несприятливим умовам навколишнього середовища. Деякі види ростуть у горах на висоті до 5 000 метрів над рівнем моря і витримують морози до 24 °C.

## Бамбуки в Західній Європі
Ботаніка була улюбленою наукою в Європі з кінця XVII столітті. З'являються оранжереї та невеликі ботанічні сади, що пов'язане з розквітом садово-паркового мистецтва. Виникають приватні колекції рослин у Франції, Нідерландах, Англії, Російській імперії.
Лише з появою швидкісних кораблів перші зразки коренів бамбука вдалося успішно транспортувати в Англію 1827 року — зазвичай корені не витримували довгого перевезення.
Спроби отримати плантацію бамбука зробив і француз негоціант, постачальник прянощів Ожен Мазе́ль. 1855 року йому нарешті вдалося придбати ділянку землі в Південній Франції біля містечка Андюз. Адже там був субтропічний клімат і більш-менш сприятливі землі. Вода до плантації надходила каналом від місцевої річки. Утім, Мазель збанкрутів і був змушений продати свій бамбуковий сад у 1890 року. Проте його справу підхопили однодумці, і бамбук далі поширився Європою.

## Поширення у світі
У XX столітті стало відомо, що бамбуки ростуть на всіх континентах, окрім Антарктиди. Види бамбука ростуть навіть на висоті 4.000 метрів над рівнем моря в Гімалаях та Андах.
Перевезення рідкісних чи зникаючих видів тварин у зоопарки теж сприяє поширенню бамбуків. Власні плантації бамбука отримав, наприклад, зоопарк в Единбурзі, після того як туди перевезли велетенських панд із Китаю, головних «споживачів» бамбука. Плантації бамбуків мають і Нідерланди. У Німеччині діє фірма, що спеціалізується на постачанні кормів у зоопарки, серед яких є різні види бамбука, адже бамбук — рослинна їжа не тільки для панд, а і для гірських горил Центральної Африки, для бамбукових лемурів острова Мадагаскар. Молоді пагони й насіння бамбука, багаті на цукри, — їжа азійських пацюків, чисельність яких стрімко зростає в роки визрівання бамбукового насіння перед масовим вимиранням та відразу після нього. Жителі країн Азії не можуть ігнорувати періоди масового розмноження пацюків і через втрати врожаїв рису, який теж поїдають пацюки, і через загрозу поширення тяжкої інфекційної хвороби — чуми, тому що певні регіони Азії є природними осередками чуми.

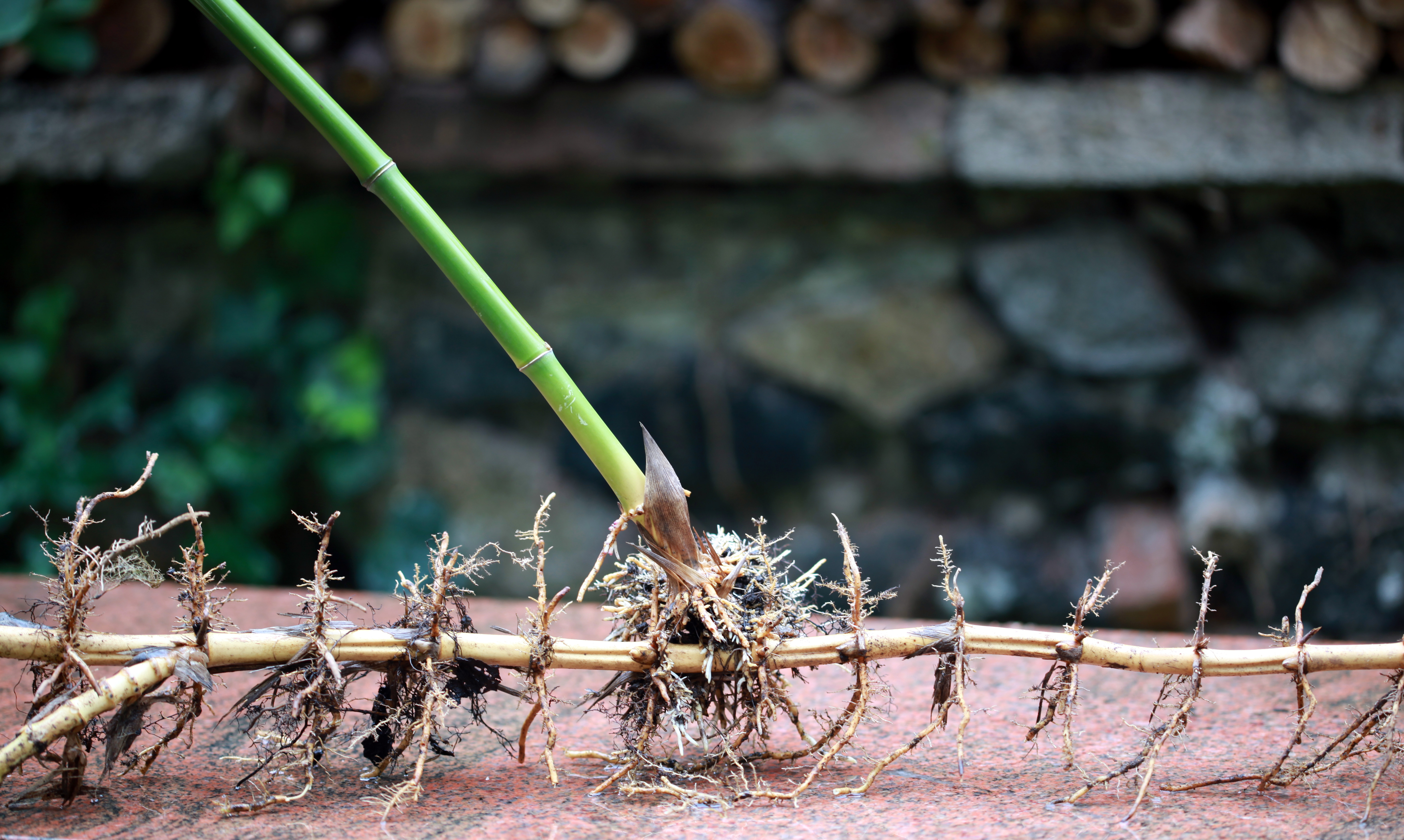
Корені бамбука з пагоном
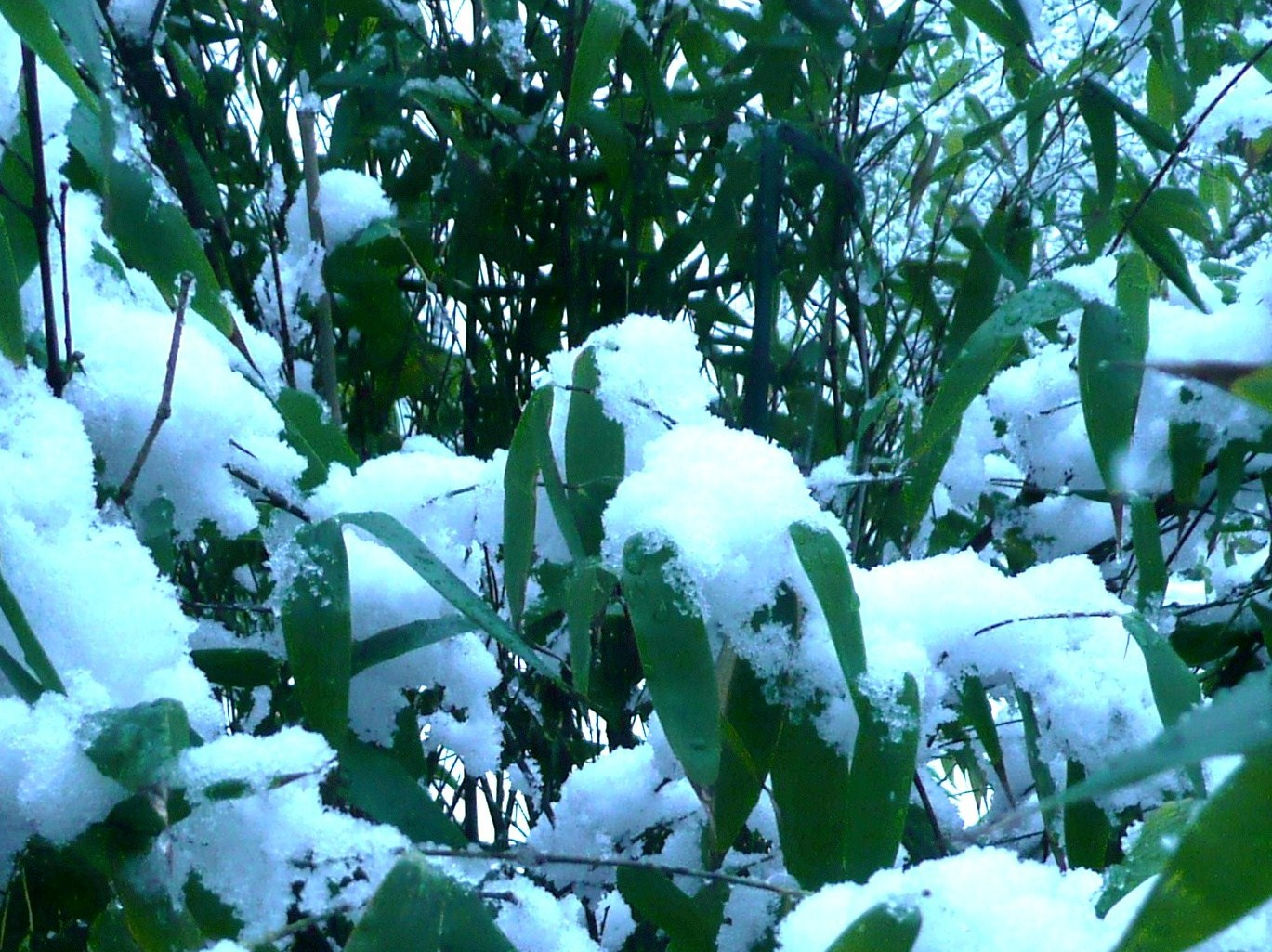
Phyllostachys nigra в Лондоні під вологим снігом

## Бамбук в Україні

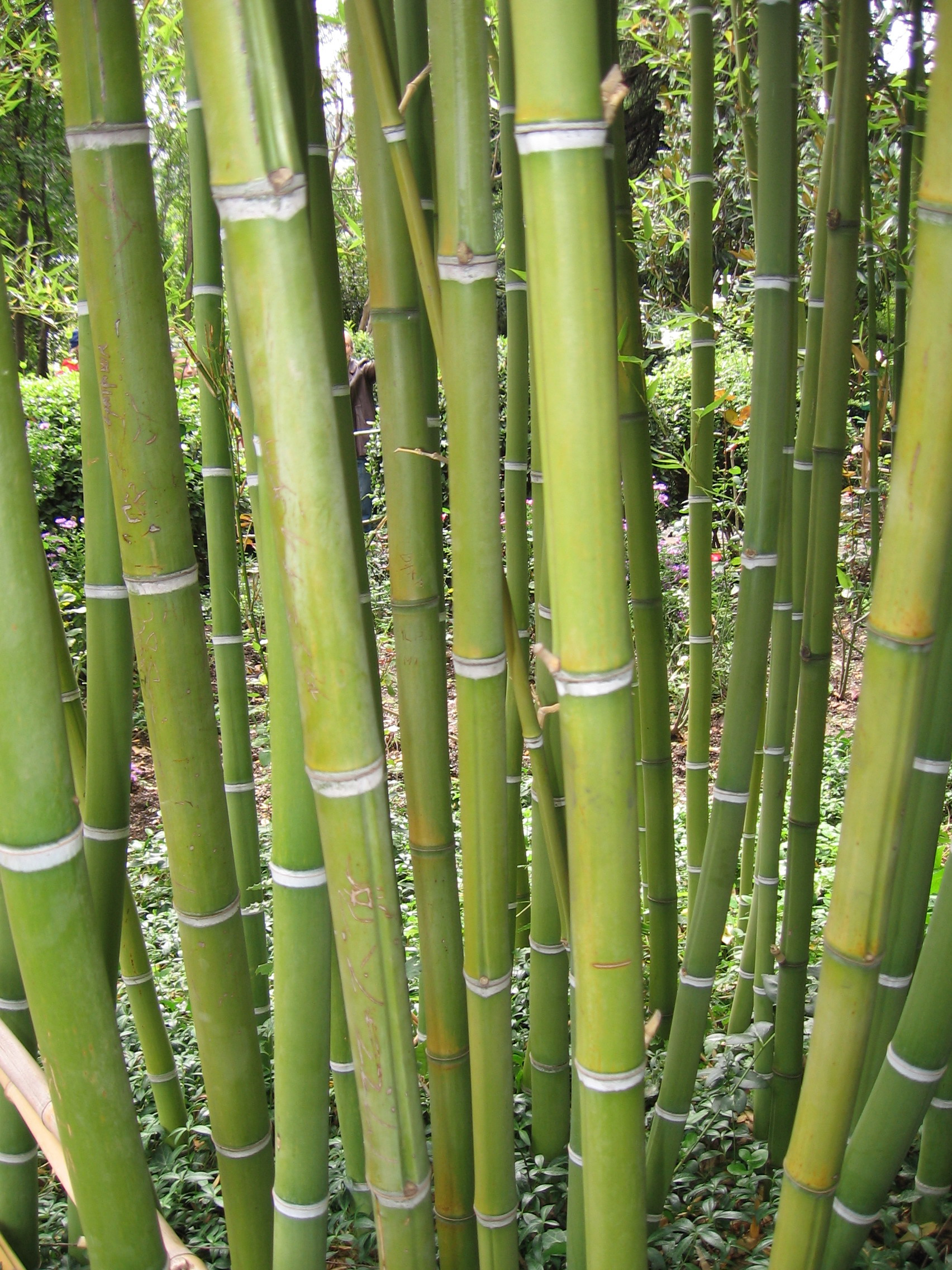
Бамбук. Ялта. Крим.

В Україні бамбук росте в парку палацу Раєвських, на території музею А. П. Чехова в Ялті і ботанічних садах Криму.
1964 року у Нікітському ботанічному саді існував бамбуковий гай, бамбуки в якому виростали до 6 метрів заввишки за місяць.

## Застосування
Бамбук є цінною сировинною рослиною. З нього виготовляють вази, посуд, будівельні матеріали.
Молоді м'які пагони широко використовують у кулінарії.

## Галерея

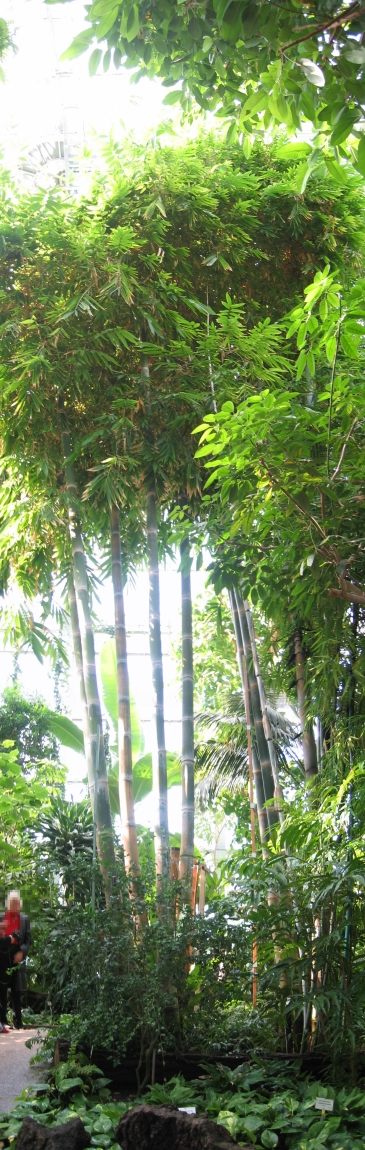
Гігантський бамбук (Dendrocalamus giganteus) у берлінському ботанічному саду
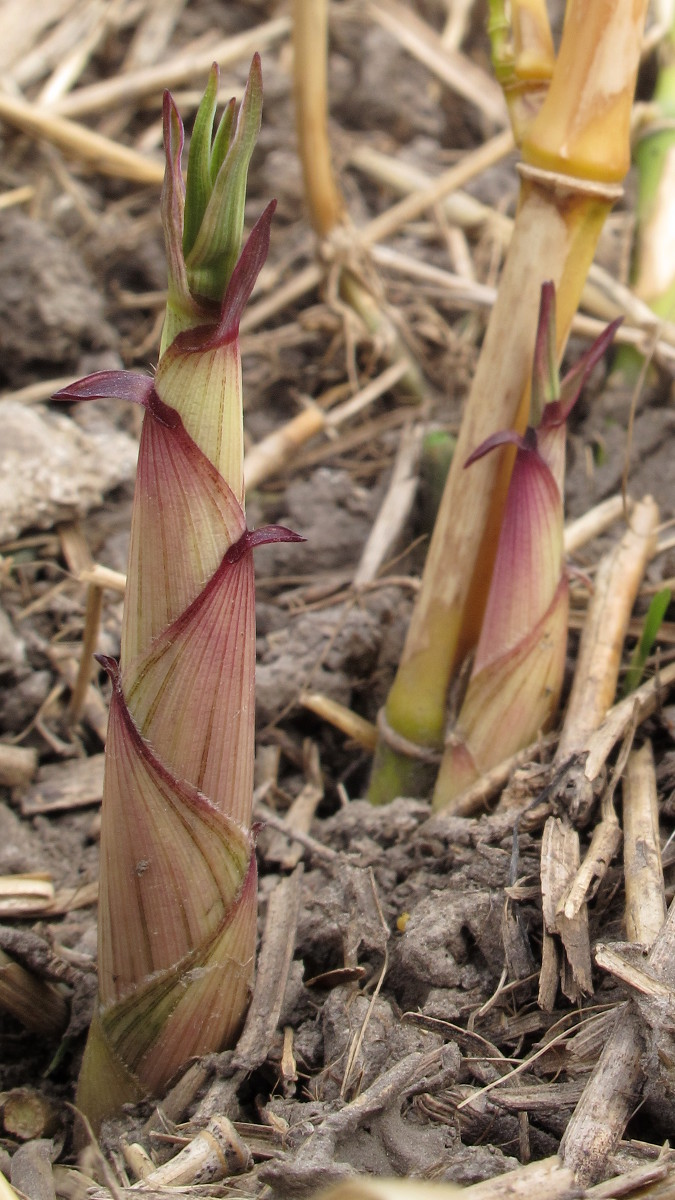
Молоді пагони phyllostachys aureosulcata
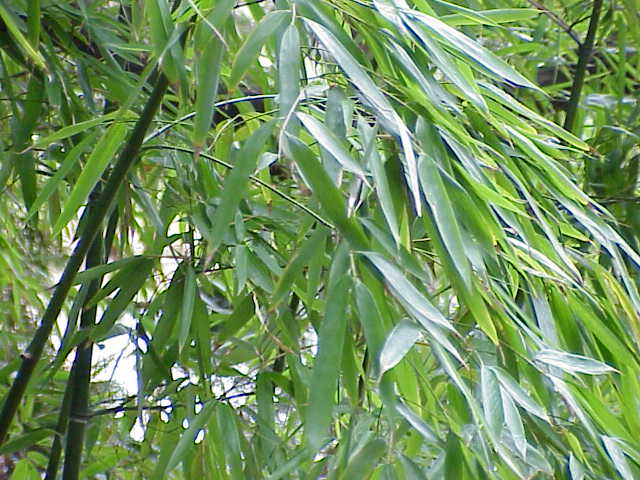
Phyllostachys aurea, морозостійкий бамбук, розповсюджений у Центральній Європі
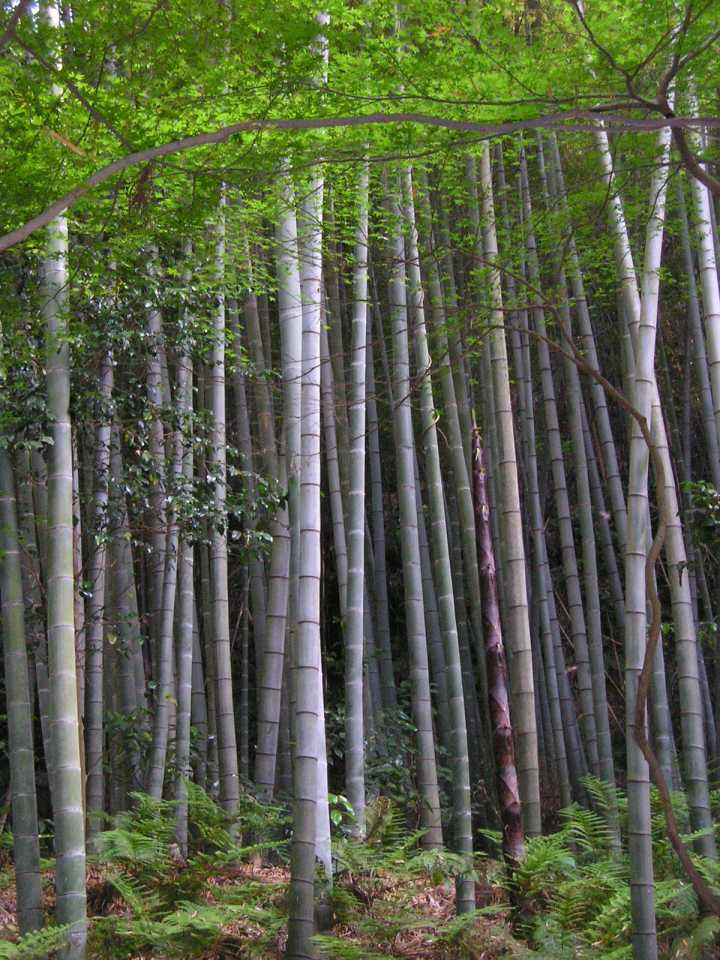
Бамбуковий ліс, утворений Phyllostachys edulis в японській префектурі Камакура
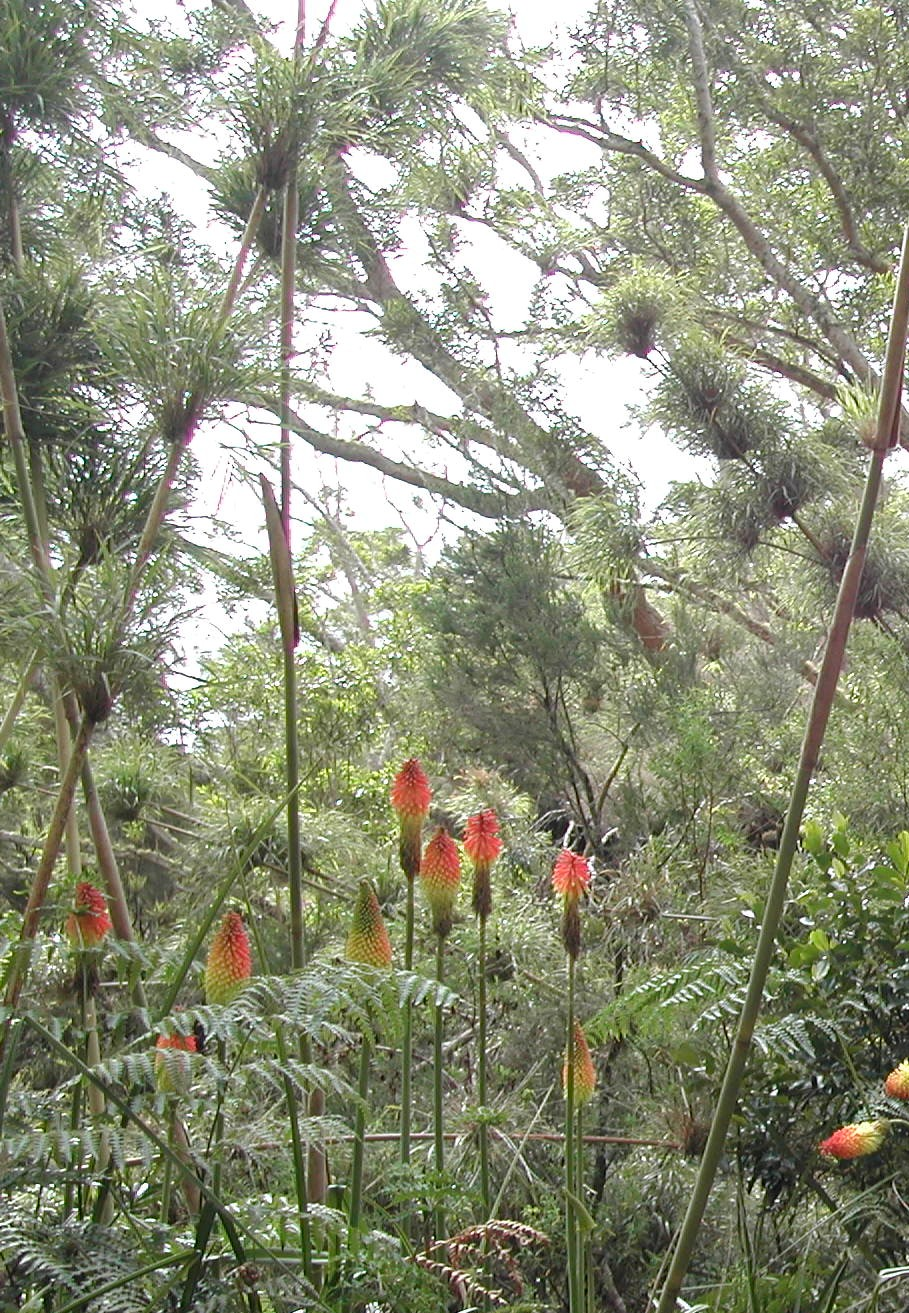
Nastus borbonicus
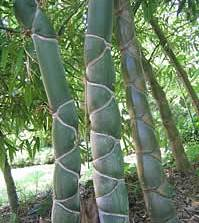
Бамбук в Японії
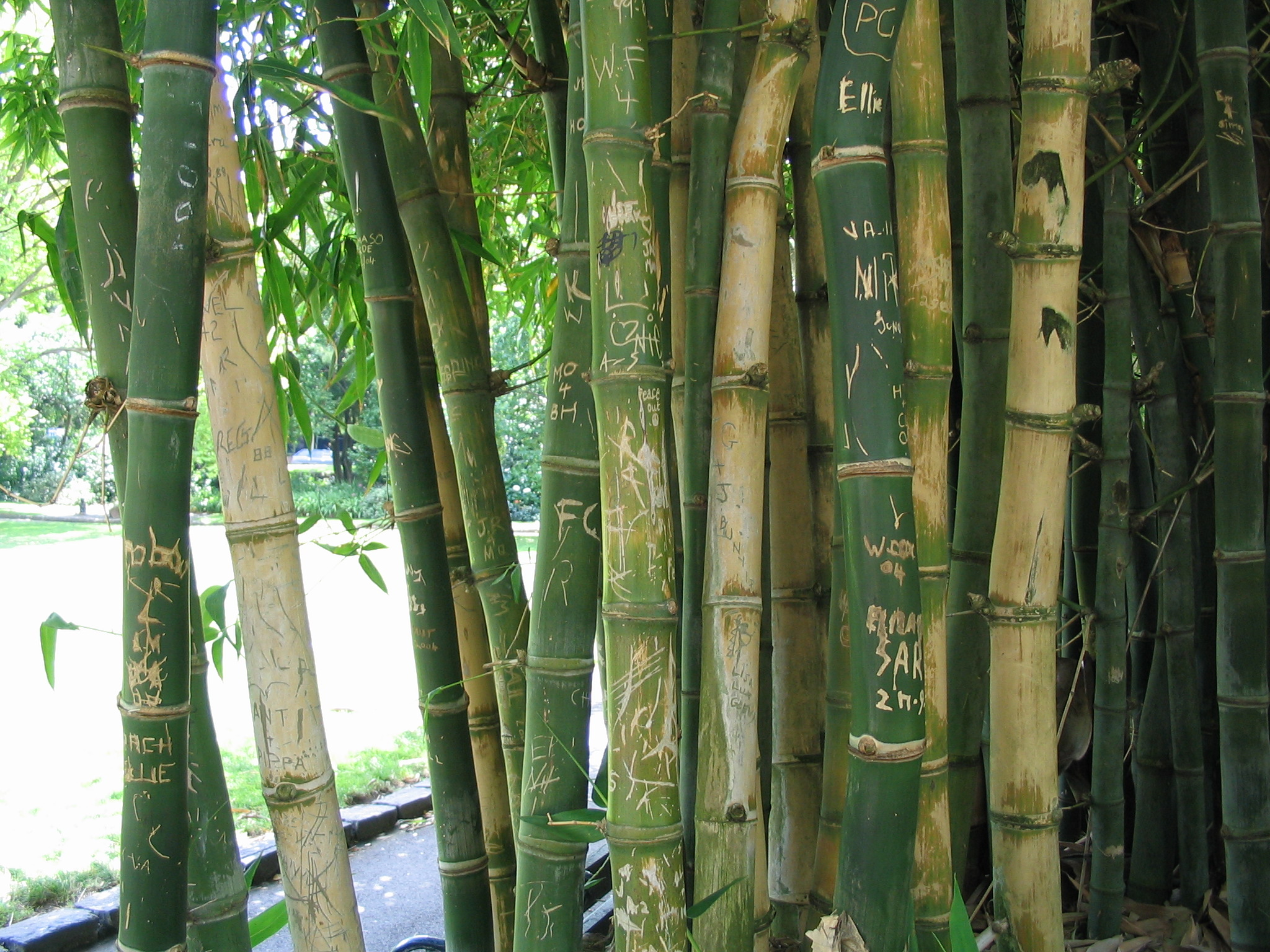
Графіті

## Інтернет-ресурси
- Sustainable Bamboo Project in Brazil (англ.)